# BSAT-4b
BSAT-4bとは放送衛星システムが所有するBSデジタル用の放送衛星である。メーカはスペースシステムズ/ロラールで、2020年8月16日にアリアン5ロケットにより打ち上げられた。BSAT-4aの予備衛星となっている。